# Mayyil
Mayyil es una ciudad censal situada en el distrito de Kannur en el estado de Kerala (India). Su población es de 12490 habitantes (2011). Se encuentra a 16 km de Kannur.

## Demografía
Según el censo de 2011 la población de Mayyil era de 12490 habitantes, de los cuales 5768 eran hombres y 6722 eran mujeres. Mayyil tiene una tasa media de alfabetización del 92,66%, superior a la media estatal del 94%: la alfabetización masculina es del 96,16%, y la alfabetización femenina del 89,72%.